# Dallas Wings 2016
La stagione 2016 delle Dallas Wings fu la 19ª nella WNBA per la franchigia.
Le Dallas Wings arrivarono quinte nella Western Conference con un record di 11-23, non qualificandosi per i play-off.

## Roster
| N° | Naz.                   | Ruolo | Sportivo          | Anno | Alt. | Peso |
| -- | ---------------------- | ----- | ----------------- | ---- | ---- | ---- |
| 0  | Stati Uniti (bandiera) | G     | Odyssey Sims      | 1992 | 173  | 73   |
| 1  | Stati Uniti (bandiera) | G     | Brianna Kiesel    | 1993 | 170  | 57   |
| 3  | Stati Uniti (bandiera) | C     | Courtney Paris    | 1987 | 193  | 113  |
| 4  | Stati Uniti (bandiera) | G     | Skylar Diggins    | 1990 | 175  | 66   |
| 8  | Stati Uniti (bandiera) | G     | Tiffany Bias      | 1992 | 173  | 60   |
| 13 | Stati Uniti (bandiera) | GA    | Karima Christmas  | 1989 | 183  | 82   |
| 22 | Stati Uniti (bandiera) | AC    | Plenette Pierson  | 1981 | 188  | 81   |
| 23 | Stati Uniti (bandiera) | A     | Aerial Powers     | 1994 | 183  | 71   |
| 25 | Stati Uniti (bandiera) | A     | Glory Johnson     | 1990 | 191  | 77   |
| 31 | Australia (bandiera)   | G     | Erin Phillips     | 1985 | 173  | 75   |
| 35 | Stati Uniti (bandiera) | A     | Jordan Hooper     | 1992 | 188  | 84   |
| 44 | Canada (bandiera)      | C     | Ruth Hamblin      | 1994 | 198  | 103  |
| 55 | Stati Uniti (bandiera) | A     | Theresa Plaisance | 1992 | 196  | 91   |

## Staff tecnico
- Allenatori: Fred Williams
- Vice-allenatori: Bridget Pettis, Ed Baldwin
- Preparatore atletico: Allison Russell